# Ogród Botaniczny Uniwersytetu Witolda Wielkiego
Ogród Botaniczny Uniwersytetu Witolda Wielkiego (lit. Vytauto Didžiojo universiteto Botanikos sodas, łac. Hortus Botanicus Universitati Vytauti Magni) – ogród botaniczny w Kownie, na Aleksocie, założony w 1923 roku przez Tadasa Ivanauskasa i Konstantinasa Regelisa – pracowników naukowych Uniwersytetu Witolda Wielkiego.
Ogród Botaniczny w Kownie powstał na terenie dawnego zespołu pałacowo-ogrodowego Józefa Godlewskiego we Fredzie.
Obecnie zajmuje 62 hektary niekrytej hodowli i 517 metrów kwadratowych upraw szklarniowych. Ogród botaniczny w Kownie swoje funkcjonowanie opiera na prezentacji miejscowego bogactwa flory i jej zróżnicowania. Ponadto ogród monitoruje stan roślin wodnych, trawników, bagien i innych roślin, które stanowią chlubę Litwy.
14 lipca 2021 roku w Ogrodzie Botanicznym UWW w Kownie odbyło się uroczyste zasadzenie dębu upamiętniającego Krzysztofa Pendereckiego.

## Dyrektorzy i Kierownicy Ogrodu Botanicznego
- 1923–1940 – Constantin von Regel
- 1940–1952 – Kazimieras Grybauskas
- 1952–1961 – Marija Lukaitienė
- 1961–1975 – Algimantas Morkūnas
- 1975–2000 – Aloyzas Ramunis Budriūnas
- 2000–2008 – Remigijus Daubaras
- 2008–2015 – Vida Mildažienė
- od 2015 – Nerijus Jurkonis

## Galeria

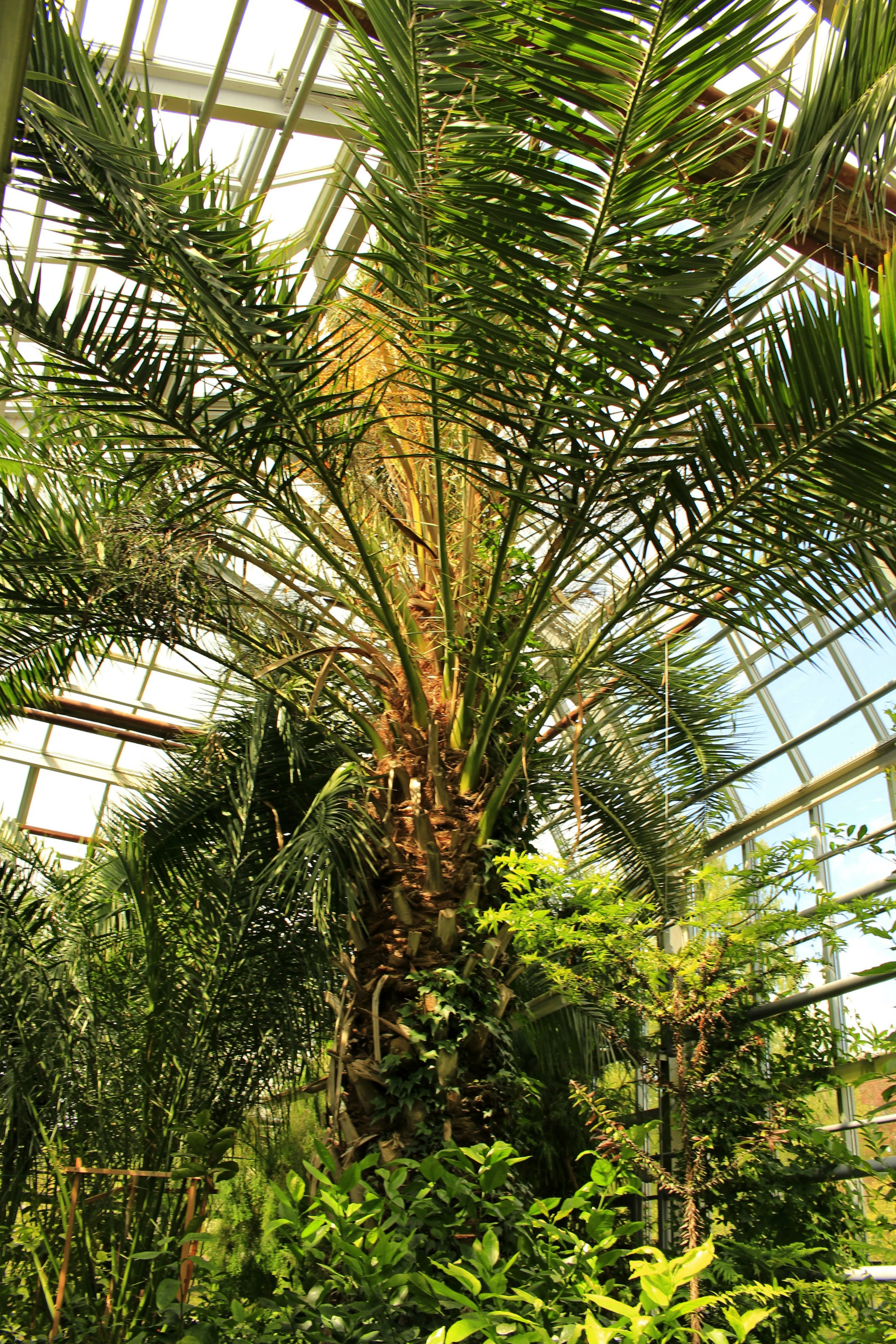
Palmiarnia
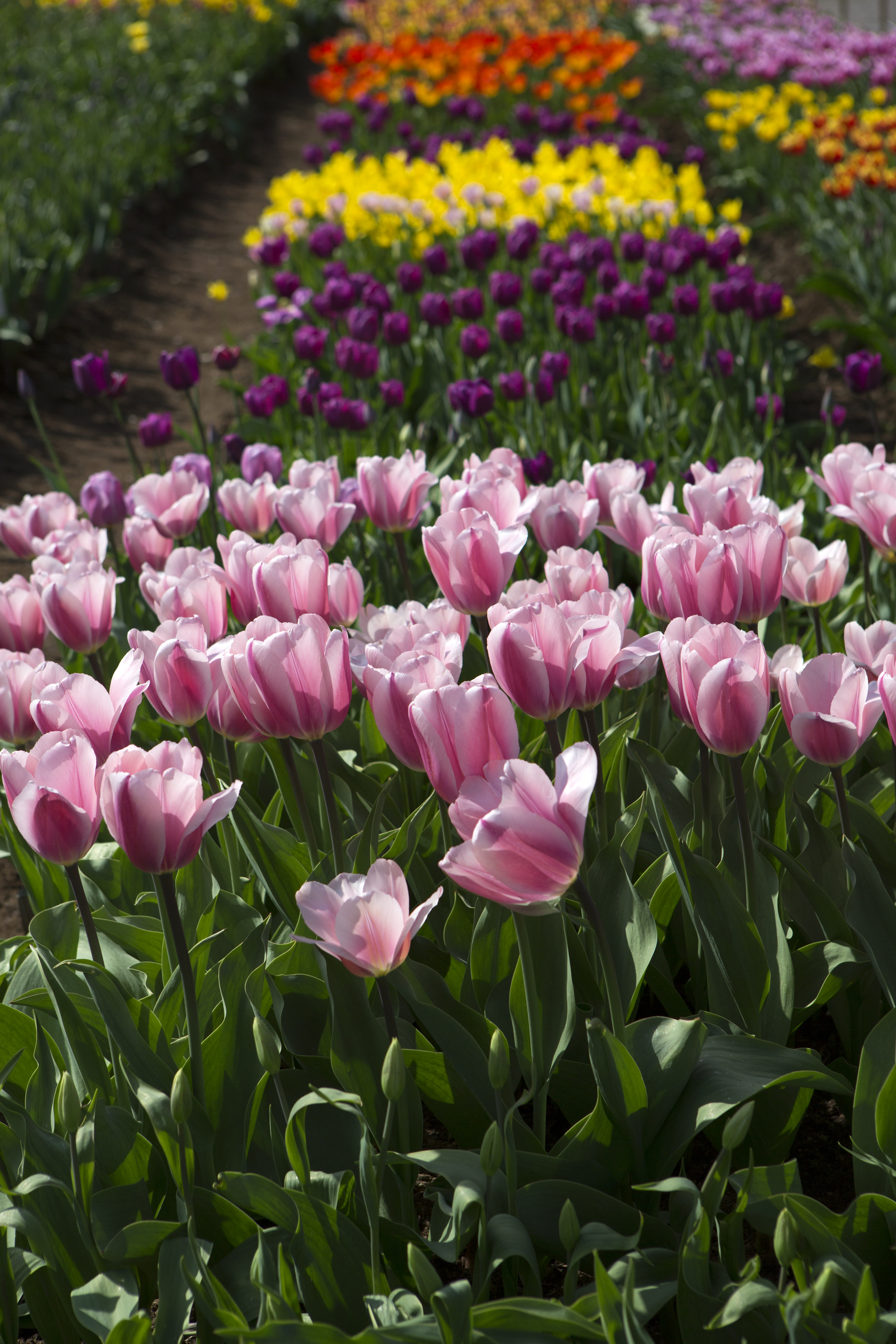
Tulipany
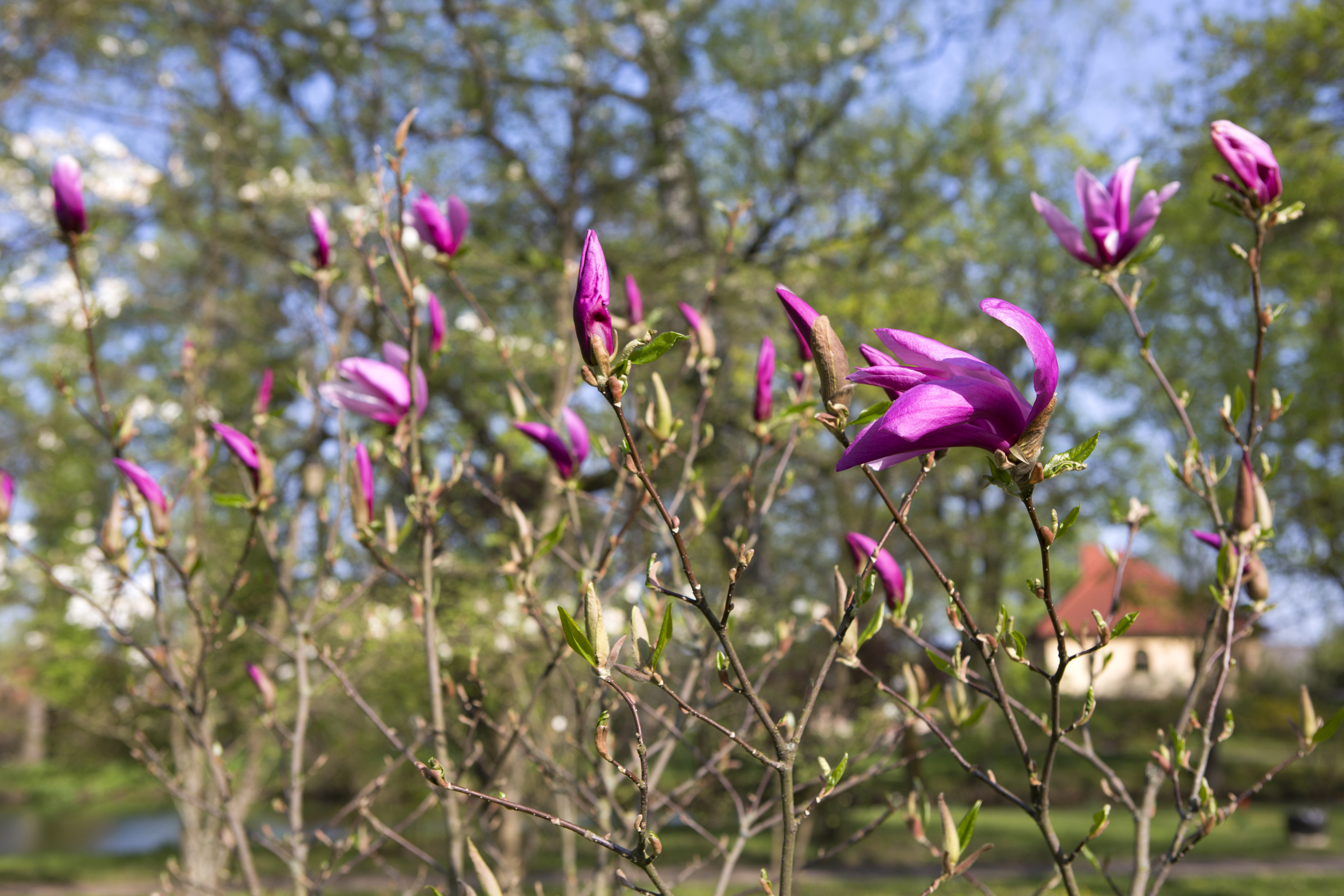
Kwitnąca magnolia
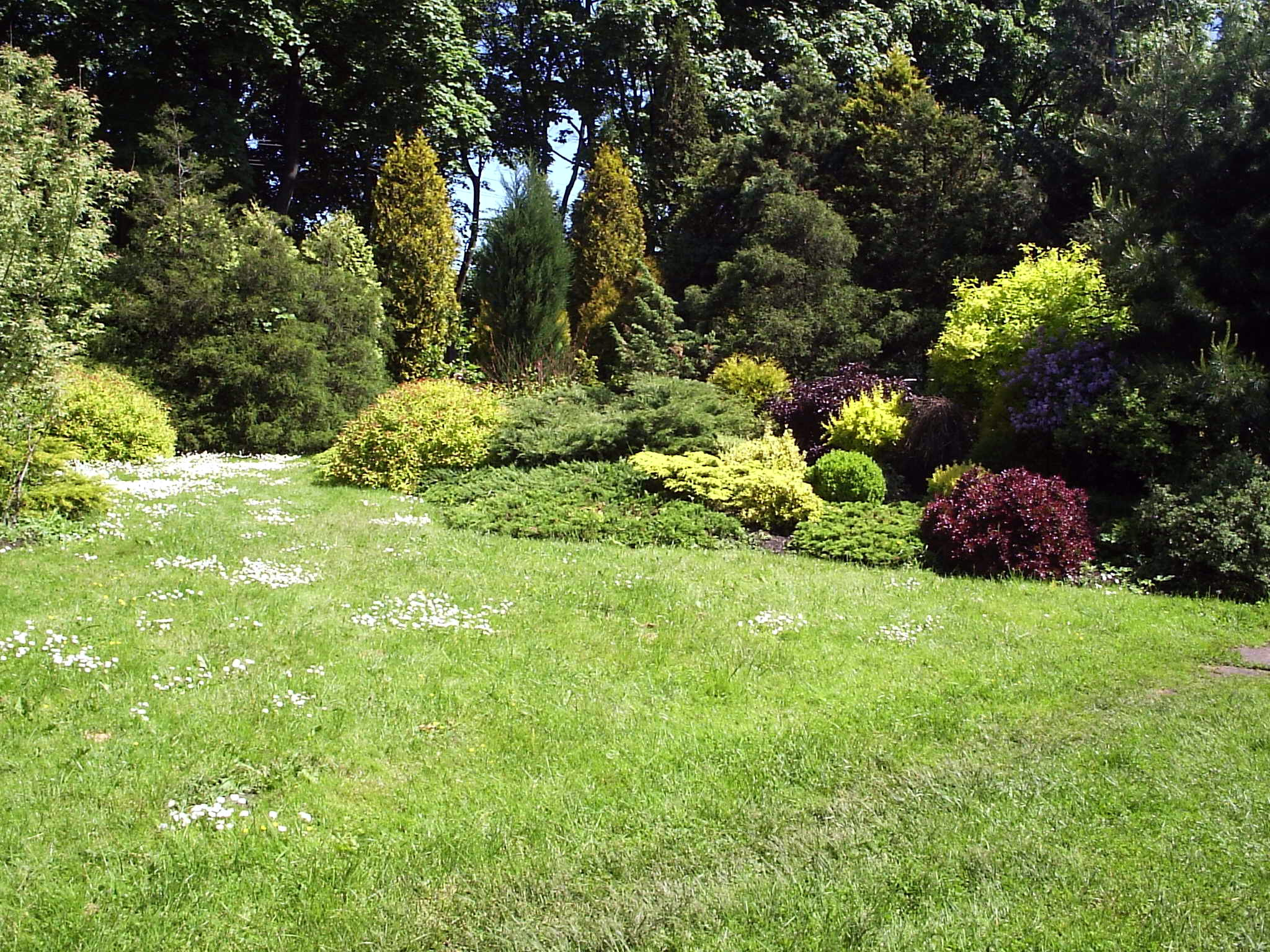
Arboretum
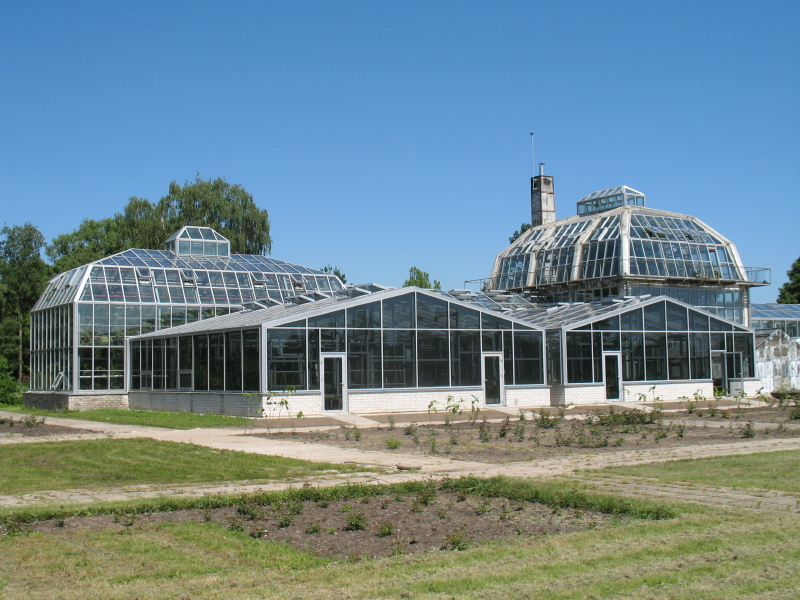
Szklarnia